# Мединасели, Луис Антонио Фернандес де Кордова
Луис Антонио Фернандес де Кордова-и-Спинола де ла Серда (исп. Luis Antonio Fernández de Córdoba y Spínola de la Cerda; 20 сентября 1704, Мадрид — 24 января 1768, Мадрид), 11-й герцог Мединасели — испанский придворный.

## Биография
Сын Николаса Фернандеса де Кордова, 10-го герцога де Мединасели, и Херонимы Марии Спинола де ла Серда.
Был генерал-лейтенантом королевских армий, капитаном роты алебардистов гвардии короля, дворянином Палаты короля. В 1747—1748 годах был  направлен Фердинандом VI в Неаполь в качестве чрезвычайного посла с поздравлением по случаю рождения наследника Карла III Филиппа Паскаля. По этому случаю он 9 апреля 1748 был пожалован в рыцари ордена Золотого руна. Король назначил его в 1749 году своим первым рыцарем, и эту должность герцог занимал до конца своей жизни.

## Семья
1-я жена (19.11.1722): Тереса де Монкада-и-Бенавидес (12.08.1707—14.05.1756), 7-я маркиза де Айтона, единственная дочь Гильена Рамона де Монкады, 6-го маркиза де Айтона, и Аны де Бенавидес-и-Арагон
Дети:
- Педро де Алькантара (10.11.1730—24.11.1789), герцог де Мединасели. Жена (2.04.1747): Мария Франческа Саверия Гонзага (19.04.1731—3.05.1757), дочь Франчесо Гонзага, 1-го герцога Сольферино, и Джулии Клиттерии Литтерии Караччоло
- Мария дель Росарио де ла Серда-и-Монкада (14.05.1732—17.11.1773). Муж (27.09.1745): Франсиско Понсе де Леон-и-Спинола (1718—1763), герцог Аркос. Приходился ей дядей
- Ана Мария Фернандес де Кордова Фигероа-и-Монкада (17.12.1738—18.02.1797). Муж: Антонио де Бенавидес-и-де ла Куэва (1714—1872), 2-й герцог де Сантистебан-дель-Пуэрто
- Мария да лос Долорес Хосефа Фернандес де Кордова-и-Монкада (17.09.1746—17.04.1770). Муж (7.07.1764): Хоакин Хинес де Ока Монтесума-и-Мендоса, 7-й граф де Монтесума

2-я жена (1763): Мария Франсиска Пиньятелли де Арагон-и-Гонзага (21.10.1747—1769), дочь Хуана Хоакина Пиньятелли, графа Фуэнтеса, и Марии Луизы де Гонзага-и-Караччоло, 2-й герцогини Сольферино